# 五行拳
五行拳為形意拳為基本拳法，屬單練套路。形意拳之前身為心意拳。心意拳未有加入五行拳。
另外，宋朝人發明一種喝酒時划拳的方式，也叫五行拳。它不像一般的划拳兩人要喊數字，弄得聲振屋瓦。划五行拳時兩人同時出手，但是每次只伸一根手指。按照遊戲規則，五指代表五行：拇指為金，食指為木，中指為水，無名指為火，小指為土。若甲伸拇指，乙伸食指，金能剋木，甲贏乙輸。若甲伸拇指，乙伸無名指，火能剋金，乙贏甲輸。若甲伸食指，乙伸中指，木與水互不相剋，就算平手。划五行拳只伸手指，不喊數字，無需出聲，不會製造噪音，又把划拳上升到五行生剋的哲學。

## 意義
藉以五行的運行，已達相生相尅連環之境界也。此為戴氏心意拳及形意拳之基礎，故謂母拳。
李洛能與郭雲深時，僅五行連環十二形。